# Calamophis
Calamophis är ett släkte ormar i familjen Homalopsidae med fyra arter. De förekommer i den indonesiska delen av Nya Guinea.
Arter enligt The Reptile Database:
- Calamophis jobiensis
- Calamophis katesandersae
- Calamophis ruuddelangi
- Calamophis sharonbrooksae

Arterna är med en längd av 22 till 75 cm små ormar. Tre arter lever delvis i vattnet och jagar fiskar samt grodor och grodyngel. Calamophis jobiensis hittades däremot ingrävd i det översta jordlagret och födan består antagligen av daggmaskar.